# Momos
Momos (gr. Μῶμος Mō̂mos, łac. Momus, Querella) – w mitologii greckiej i rzymskiej bóstwo drwin i ironii oraz uosobienie sarkazmu, żartów i kpin, a także niezasłużonej krytyki. 
Według teogonii Hezjoda był synem Nyks. Początkowo doradca bogów olimpijskich, lecz z powodu przesadnych drwin i ciągłego ich krytykowania (ośmielił się drwić nawet z Zeusa) ostatecznie wygnany z Olimpu i strącony na ziemię.
W sztuce przedstawiany zwykle jako starzec z maską w jednej ręce i laską błazna w drugiej. Autorem poświęconego mu dramatu satyrowego był Sofokles.